# シュテファン・ヘルムリン

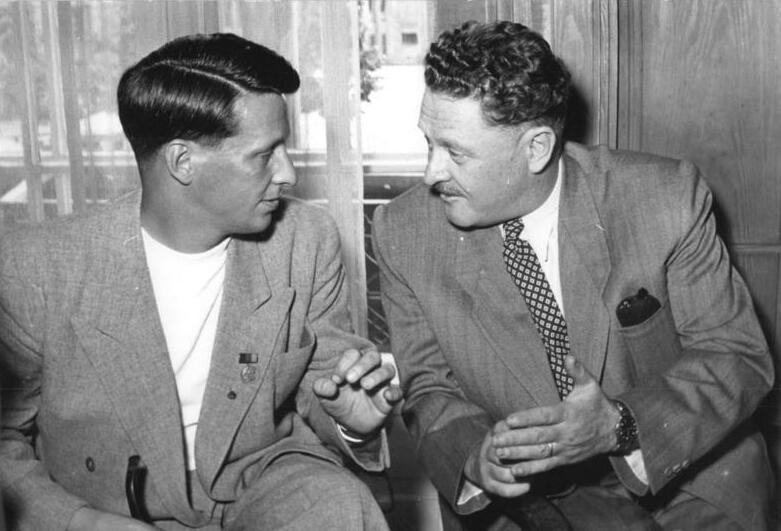
シュテファン・ヘルムリン（左）と、ナーズム・ヒクメット, 1952年

シュテファン・ヘルムリン（独: Stephan Hermlin, 1915年4月13日 - 1997年4月6日）は、ドイツの作家、翻訳家（フランス語）。小説、エッセイ、詩で有名になり、東ドイツで最も有名な作家のひとりである。本名は、ルドルフ・レーダー（独: Rudolf Leder）。

## 経歴
ユダヤ移民の息子として、ヘルムリンはケムニッツとベルリンで育ち、1931年に共産主義青年団に加入。1933年から1936年まで印刷業を学び、同時期にナチスに対する抵抗運動もしていたが、1936年にイギリス委任統治領パレスチナ、フランス、スイスに移住した。
1945年にドイツへと帰郷した後、フランクフルト・アム・マインでラジオ局ディレクターを務め、1947年以降は、東ベルリンに移住、在独ソ連軍政府の日刊新聞である「テークリッヒェ・ルンドシャウ」の編集者となる。『ウーレンシュピーゲル』、『アウフバウ』、『意味と形式』の編集者も務める。ヘルムリンは、ソ連軍占領地帯の重要な委員会で働き、1949年から急速に東ドイツで影響力を持った作家のひとりになる。1949年に有名な詩『ビルケナウの灰』を執筆、ギュンター・コハンがそれに曲をつけた。エーリッヒ・ホーネッカーの親しい友人であったため、ヘルムリンはこの時代、社会主義的文化政策の立役者とみなされたが、文学と政治の仲介者としても勢力的に活動した。
1961年8月にヘルムリンはヴォルフディートリヒ・シュヌーレとギュンター・グラスに宛てた公開書簡のなかでベルリンの壁建設を支持した。1962年12月にヘルムリンは若い詩人たち（とくにヴォルフ・ビーアマン、フォルカー・ブラウン、ベルント・イェンツシュ、ザラ・キルシュ、カール・ミッケル）による朗読会が東ドイツベルリン芸術アカデミーで開かれて大きな注目を浴び、1960年代の詩の潮流の先駆けとなった。その後、ヘルムリンは、このイベントを開いたかどで、アカデミーの詩芸術・言語保護部門の書記長を解任される。1968年にヘルムリンは、プラハの春の弾圧を批判したが、このことは公にはしなかった。
1976年にヘルムリンは、ヴォルフ・ビーアマンの国外追放に対する著名作家たちの抗議運動の発起人のひとりとなる。ビーアマンを応援したため、ヘルムリンは党から厳しい叱責を受け、その後は、徹底的にシュタージからの監視を受けるようになった。しかしドイツ社会主義統一党から除名されることはなく、信念を持った共産主義者としてその後も意見表明をし続けた。冷戦の公式な政治姿勢に対して、1981年12月にヘルムリンは東西ドイツの作家会議であるベルリン平和推進運動を企画した。
ヘルムリンは東ドイツベルリン芸術アカデミーの東ドイツ作家連盟のメンバーであり、1976年以降は、西ドイツベルリン芸術アカデミーにも参加した。
1996年、ヘッセンの文学編集者であるカール・コリーノは、ディー・ツァイトの記事と、それに関連したある本のなかで、ヘルムリンに対して不当な主張を行った。それによると、ヘルムリンの父親は強制収容所で死に、ヘルムリン自身はスペイン内戦で戦い、フランスレジスタンスの積極的なメンバーだった。コリーノは、主に自伝的なテクスト集『Abendlicht』を資料として使っていたが、それは虚構上のテクストであって、証明可能なヘルムリンの主張に従ったものではなかった。しかし、伝記作家と文献学者が、文学的素材を真実として扱ったことをヘルムリンは長い間黙認していたという批判は残り続けた。1990年にクリスタ・ヴォルフの物語『残るものは何か？（独: was bleibt）』をめぐる東西ドイツの論争が起こり、1991年から文学とシュタージの関係をめぐる論争が起こったあと、1996年にはヘルムリンをめぐる論争も起こった。

## 受賞歴

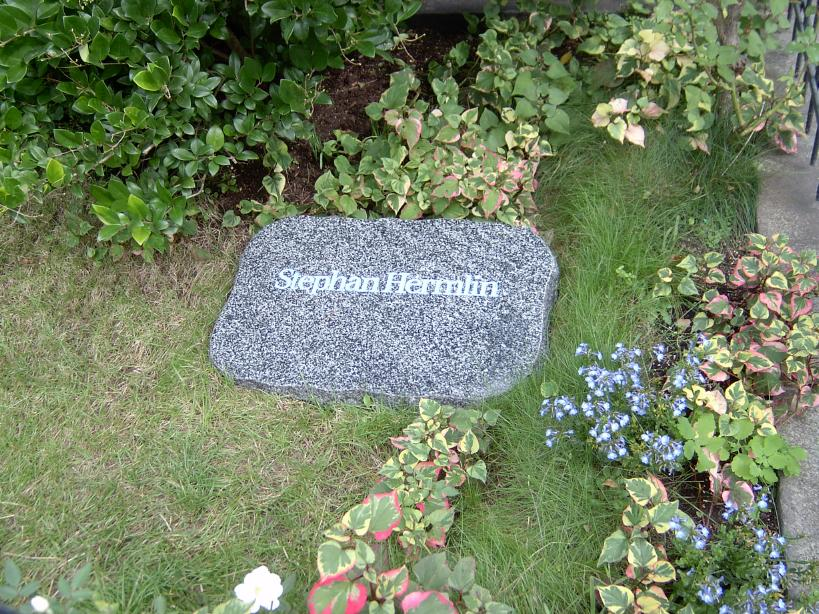
ドロッテーンシュテーティシャー墓地にあるシュテファン・ヘルムリンの墓

- 1948年 ドイツ作家保護協会ハインリヒ・ハイネ賞（ドイツ語版）
- 1950年 東ドイツ国民賞（ドイツ語版）：マンスフェルト・オラトリオで受賞
- 1954年 国民賞（Nationalpreis）：ルートヴィヒ・ヴァン・ベートーヴェンのドキュメンタリー映画の製作で受賞
- 1958年 F.C. Weiskopf賞
- 1972年 東ドイツ文化省のハインリヒ・ハイネ賞（ドイツ語版）
- 1975年 国民賞（Nationalpreis）第1級

## 作品
- Zwölf Balladen von den großen Städten. Zürich: Morgarten Verlag Conzett & Huber, 1945
- Der Leutnant York von Wartenburg. Erzählung. Singen (Hohentwiel): Oberbadische Druckerei und Verlags-Anstalt, 1946
- Ansichten über einige neue Schriftsteller und Bücher. [mit Hans Mayer] Aufsätze. Wiesbaden. Limes-Verlag, Berlin: Verlag Volk und Welt, 1947
- Reise eines Malers in Paris. Erzählung. Wiesbaden. Limes-Verlag, 1947
- Die Zeit der Gemeinsamkeit. Erzählungen. Berlin: Verlag Volk und Welt, 1949
- Die erste Reihe. Porträts. Berlin: Verlag Neues Leben 1951, Dortmund: Weltkreis-Verlags-GmbH, 1975
- Der Flug der Taube. Gedichte. Berlin: Verlag Volk und Welt, 1952
- Begegnungen: 1954–1959. Berlin und Weimar: Aufbau-Verlag, 1960
- Gedichte und Prosa. Berlin: Verlag Klaus Wagenbach, 1966
- Erzählungen. Berlin und Weimar: Aufbau-Verlag, 1966, erw. 1974
- Die Städte. Gedichte. München, Esslingen: Bechtle, 1966
- Scardanelli. Hörspiel. Berlin: Verlag Klaus Wagenbach, 1970
- Lektüre: 1960–1971. Aufsätze, Essays, Antworten auf Umfragen. Berlin und Weimar: Aufbau-Verlag, 1974, Erw. Fassung: Berlin: Verlag Klaus Wagenbach, 1997
- Die Argonauten. Erzählung. Berlin: Kinderbuchverlag, 1974
- Abendlicht. Leipzig: Verlag Philipp Reclam jun., Berlin: Verlag Klaus Wagenbach,1979
- Aufsätze, Reportagen, Reden, Interviews. Hrsg. Von Ulla Hahn. München, Wien: Carl Hanser Verlag, 1980
- Gedichte. Berlin und Weimar: Aufbau-Verlag, 1981
- Äußerungen. 1944–1982. Hrsg. von Ulrich Dietzel. Aufsätze, Reden, Reportagen und Interviews. Berlin und Weimar: Aufbau-Verlag, 1983
- Texte. Materialien. Bilder. Zusammengestellt von Hubert Witt. Leipzig: Verlag Philipp Reclam jun., 1985
- Lebensfrist. Gesammelte Erzählungen. Berlin: Verlag Klaus Wagenbach, 1987
- Gedichte und Nachdichtungen. 1990
- Erzählende Prosa 1990
- In den Kämpfen dieser Zeit. Reden. Gespräche. Berlin: Verlag Klaus Wagenbach, 1995
- Entscheidungen. Sämtliche Erzählungen. Berlin: Verlag Klaus Wagenbach, 1995